# Gerard Fraser
Pour les articles homonymes, voir Fraser.

a Compétitions nationales et continentales officielles uniquement.

Dernière mise à jour le 06 février 2014.
Gerard Fraser, né le 5 novembre 1978 à Rangiora (Nouvelle-Zélande) est un joueur de rugby à XV néo-zélandais qui évoluait au poste de demi d'ouverture (1,80 m pour 86 kg), reconverti entraîneur de rugby à XV.
Barré aux Crusaders par Andrew Mehrtens, Aaron Mauger ou Daniel Carter, il décide de s'exiler en Europe.

## Carrière

### Joueur
- Jusqu'en 2002 : Crusaders  Nouvelle-Zélande
- 2002-2005 : Rugby Calvisano  Italie
- 2005-2007 : Aviron bayonnais  France
- 2007-2009 : Rugby Calvisano  Italie
- 2009-2010 : L'Aquila Rugby  Italie
- 2010-2012 : Union Bordeaux Bègles  France
- 2012-2013 : AS Béziers Hérault  France
- 2013-2014 : Rugby Olympique de Grasse  France

### Entraîneur
- 2014 - 23 décembre 2015 : Rugby Olympique de Grasse  France
- 23 décembre 2015 - 2018 : Provence rugby  France
- 2018 - 2022 : Rugby club vannetais  France
- Depuis 2022 : Aviron bayonnais  France

| Saison      | Club             | Division   | Poste    | Classement                 | Coupe d'Europe | Challenge européen |
| ----------- | ---------------- | ---------- | -------- | -------------------------- | -------------- | ------------------ |
| 2014 - 2015 | RO Grasse        | Fédérale 2 | Arrières | Promu en Fédérale 1        | -              | -                  |
| 2015 - 2016 | Provence rugby   | Pro D2     | Arrières | 16e                        | -              | -                  |
| 2016 - 2017 | Provence rugby   | Fédérale 1 | Arrières | 5e, éliminé en demi-finale | -              | -                  |
| 2017 - 2018 | Provence rugby   | Fédérale 1 | Arrières | Promu en Pro D2            | -              | -                  |
| 2018 - 2019 | RC Vannes        | Pro D2     | Arrières | 4e, éliminé en demi-finale | -              | -                  |
| 2019 - 2020 | RC Vannes        | Pro D2     | Arrières | 8e (arrêt du championnat)  | -              | -                  |
| 2020 - 2021 | RC Vannes        | Pro D2     | Arrières | 2e, éliminé en demi-finale | -              | -                  |
| 2021 - 2022 | RC Vannes        | Pro D2     | Arrières | 11e                        | -              | -                  |
| 2022 - 2023 | Aviron bayonnais | Top 14     | Arrières |                            | -              | Éliminé en poule   |

## Palmarès
- Champion d'Italie : 2005, 2008

Vainqueur de la Finale d’accession ProD2 TOP14 avec l’Union Bordeaux Bègles 2010-2011